# مدولا (آلبوم بیورک)
مدولا (به اسپانیایی: Medúlla) پنجمین آلبوم استودیویی از هنرمند ضبط ایسلندی بیورک می‌باشد که در ۳۰ اوت سال ۲۰۰۴ از سوی وان لیتل ایندیپندنت رکوردز در بریتانیا و از سوی الکترا انترتینمنت در ایالات متحده منتشر گردید. بیورک پس از انتشار آلبوم قبلی‌اش وسپرتین (۲۰۰۱) که رنگ‌وبویی از موسیقی الکترونیک داشت قصد داشت آلبومی تولید کند که تقریباً به‌طور کامل متکی بر صداهای انسانی ساخته شده باشد که در تضاد با فرآیند دشوار آهنگ‌سازی و استفادهٔ پرتراکم از سازهای گوناگون در اثر پیشین باشد. اسم آلبوم برگرفته از کلمه‌ای لاتین است که به معنی «مغز استخوان» می‌باشد.